# Триніті-Бей-Норт
Триніті-Бей-Норт (англ. Trinity Bay North) — містечко в Канаді, у провінції Ньюфаундленд і Лабрадор.

## Населення
За даними перепису 2016 року, містечко нараховувало 1819 осіб, показавши скорочення на 0,4 %, порівняно з 2011 роком. Середня густина населення становила 71,5 осіб/км².
З офіційних мов обома одночасно володіли 15 жителів, тільки англійською — 1 800. Усього 5 осіб вважали рідною мовою не одну з офіційних.
Працездатне населення становило 49,2 % усього населення, рівень безробіття — 31,1 % (36 % серед чоловіків та 24,3 % серед жінок). 90,1 % осіб були найманими працівниками, а 3,7 % — самозайнятими.
Середній дохід на особу становив $31 564 (медіана $23 462), при цьому для чоловіків — $39 080, а для жінок $24 311 (медіани — $31 397 та $20 117 відповідно).
30,3 % мешканців мали закінчену шкільну освіту, не мали закінченої шкільної освіти — 31,2 %, 38,5 % мали післяшкільну освіту, з яких 8,7 % мали диплом бакалавра, або вищий.
| Статево-вікова структура населення | Статево-вікова структура населення | Статево-вікова структура населення | Статево-вікова структура населення | Статево-вікова структура населення |
| ---------------------------------- | ---------------------------------- | ---------------------------------- | ---------------------------------- | ---------------------------------- |
|                                    |                                    |                                    |                                    |                                    |
| Всього                             | Всього                             | 48,9%51,1%                         |                                    |                                    |
| 0 — 14 років                       | 0 — 14 років                       |                                    | 8,8%                               | 8,8%                               |
| 15 — 64 років                      | 15 — 64 років                      |                                    | 64,9%                              | 64,9%                              |
| 65 і більше                        | 65 і більше                        |                                    | 26,3%                              | 26,3%                              |
| 85 і більше                        | 85 і більше                        |                                    | 2,7%                               | 2,7%                               |
| Середній вік (років)               | Середній вік (років)               | 48,451,1                           | 49,8                               | 49,8                               |
| Медіана (років)                    | Медіана (років)                    | 52,955,1                           | 53,9                               | 53,9                               |
| — чоловіки — жінки                 |                                    |                                    |                                    |                                    |

| Походження мешканців:     | Походження мешканців:     | Походження мешканців: | Походження мешканців: | Походження мешканців: |
| ------------------------- | ------------------------- | --------------------- | --------------------- | --------------------- |
| Походження                |                           |                       | осіб                  | %                     |
| Корінні американці        | Корінні американці        |                       | 35                    | 1.96%                 |
| Інше північноамериканське | Інше північноамериканське |                       | 1 145                 | 63.97%                |
| Європейське               | Європейське               |                       | 750                   | 41.9%                 |
| британське                | британське                |                       | 740                   | 41.34%                |
| французьке                | французьке                |                       | 25                    | 1.4%                  |
| українське                | українське                |                       | 10                    | 0.56%                 |
| Карибське                 | Карибське                 |                       | 10                    | 0.56%                 |

| Зайнятість населення за галузями (за класифікацією NOC): | Зайнятість населення за галузями (за класифікацією NOC): | Зайнятість населення за галузями (за класифікацією NOC): | Зайнятість населення за галузями (за класифікацією NOC): | Зайнятість населення за галузями (за класифікацією NOC): |
| -------------------------------------------------------- | -------------------------------------------------------- | -------------------------------------------------------- | -------------------------------------------------------- | -------------------------------------------------------- |
|                                                          |                                                          |                                                          |                                                          |                                                          |
| Управління                                               | Управління                                               |                                                          | 5,3%                                                     | 5,3%                                                     |
| Бізнес, фінанси та адміністрування                       | Бізнес, фінанси та адміністрування                       |                                                          | 6,6%                                                     | 6,6%                                                     |
| Природничі та прикладні науки                            | Природничі та прикладні науки                            |                                                          | 1,3%                                                     | 1,3%                                                     |
| Охорона здоров'я                                         | Охорона здоров'я                                         |                                                          | 4%                                                       | 4%                                                       |
| Освіта, правозахист, муніципальні та урядові служби      | Освіта, правозахист, муніципальні та урядові служби      |                                                          | 16,6%                                                    | 16,6%                                                    |
| Роздрібна торгівля та послуги                            | Роздрібна торгівля та послуги                            |                                                          | 21,2%                                                    | 21,2%                                                    |
| Гуртова торгівля, транспорт та обладнання                | Гуртова торгівля, транспорт та обладнання                |                                                          | 25,2%                                                    | 25,2%                                                    |
| Природні ресурси, сільське господарство                  | Природні ресурси, сільське господарство                  |                                                          | 12,6%                                                    | 12,6%                                                    |
| Виробництво                                              | Виробництво                                              |                                                          | 6,6%                                                     | 6,6%                                                     |

## Клімат
Середня річна температура становить 4,3 °C, середня максимальна — 18,7 °C, а середня мінімальна — −11,5 °C. Середня річна кількість опадів — 1322 мм.
| Клімат поселення                              | Клімат поселення | Клімат поселення | Клімат поселення | Клімат поселення | Клімат поселення | Клімат поселення | Клімат поселення | Клімат поселення | Клімат поселення | Клімат поселення | Клімат поселення | Клімат поселення | Клімат поселення |
| Показник                                      | Січ.             | Лют.             | Бер.             | Квіт.            | Трав.            | Черв.            | Лип.             | Серп.            | Вер.             | Жовт.            | Лист.            | Груд.            |                  |
| Середній максимум, °C                         | −0,51            | −1,07            | 2,43             | 6,98             | 11,40            | 15,80            | 18,45            | 18,73            | 15,09            | 10,17            | 5,55             | 0,42             |                  |
| Середня температура, °C                       | −5,76            | −6,31            | −2,83            | 1,74             | 6,16             | 10,55            | 15,08            | 15,36            | 11,72            | 6,81             | 2,18             | −2,95            |                  |
| Середній мінімум, °C                          | −11              | −11,54           | −8,04            | −3,5             | 0,92             | 5,32             | 11,71            | 11,98            | 8,36             | 3,43             | −1,17            | −6,32            |                  |
| Норма опадів, мм                              | 112              | 114              | 105              | 106              | 90               | 94               | 86               | 84               | 127              | 142              | 132              | 130              |                  |
| Середньомісячна швидкість вітру, м/с          | 7.00             | 6.72             | 6.44             | 6.03             | 5.44             | 5.10             | 4.90             | 4.94             | 5.47             | 6.11             | 6.46             | 7.04             |                  |
| Середньомісячна сонячна радіація, кДж/м²·день | 3853             | 6715             | 10530            | 13982            | 17126            | 18983            | 19021            | 15920            | 11835            | 6931             | 3986             | 2944             |                  |
| --------------------------------------------- | ---------------- | ---------------- | ---------------- | ---------------- | ---------------- | ---------------- | ---------------- | ---------------- | ---------------- | ---------------- | ---------------- | ---------------- | ---------------- |
| Джерело:                                      |                  |                  |                  |                  |                  |                  |                  |                  |                  |                  |                  |                  |                  |